# 크리에이티브 아츠 대학교

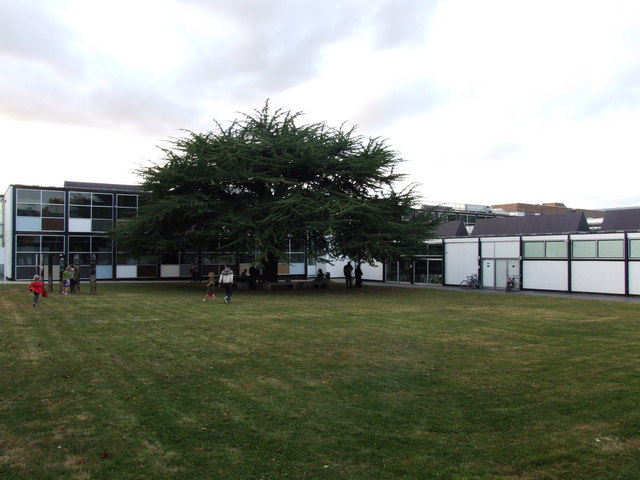

크리에이티브 아츠 대학교(University for the Creative Arts)는 잉글랜드 남부 캔터베리에 위치한 예술 및 디자인 전문 대학이다.
2005년에 켄트 예술 및 디자인 대학이 서리 예술 및 디자인 대학에 합병되면서 "University College for the Creative Arts at Canterbury, Epsom, Farnham, Maidstone and Rochester"라는 교명으로 설립되었다. 각각 켄트주와 서리주의 여러 지역 예술 학교들이 합병되면서 설립된 것이다. 2008년에 대학교(university) 지위를 얻으면서 교명이 현재의 '크리에이티브 아츠 대학교'로 변경되었다. 2016년에 오픈 칼리지 오브 디 아츠와 합병되었다.